# Saksenros

Vlag van Twente

Het Saksenros, ook wel het Saksisch Ros genoemd of het Twents Ros vanwege het gebruik in Twente (Engels: White Horse of Kent, Duits: Sachsenross Welfenross) is een heraldisch symbool met een steigerend wit of zwart paard dat op vele gemeente-, stads- en streekwapens met een Saksische oorsprong voorkomt. Het is het bekendste symbool van de Saksen, die in de streken Noordoost-Nederland, Zuid- en Midden-Engeland en Noord-Duitsland wonen. Het wordt in Nederland in Twente gebruikt op de vlag, maar ook als logo van FC Twente. Het ros werd ook door de Twentsche Bank als beeldmerk gebruikt, op de Twentse krant Tubantia en op het voormalige bankgebouw aan de Blaak 28 in Rotterdam is het nog steeds te zien. Verder komt het voor in het wapen van Renkum.
In Duitsland komt het op de vlag van de deelstaten Noordrijn-Westfalen (oorspronkelijk op de vlag van Westfalen) en Nedersaksen voor, maar ook op tientallen regionale wapens zoals die van het district Herford  en de gemeente Schortens. Het komt ook voor in het logo van de bedrijven Westfalenbahn, Versicherungsgruppe Hannover en Continental AG. In Engeland komt het onder andere voor op het wapen van Kent. Het staat ook boven het portaal van Westminster Abbey en in de vlag van de Canadese stad Guelph in Ontario.

Wapen van Renkum
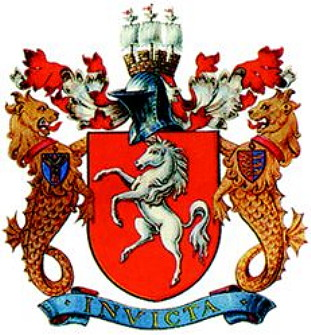
Wapen van het Engelse graafschap Kent
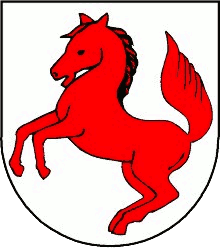
Wapen van de Duitse gemeente Schortens
Nedersaksen
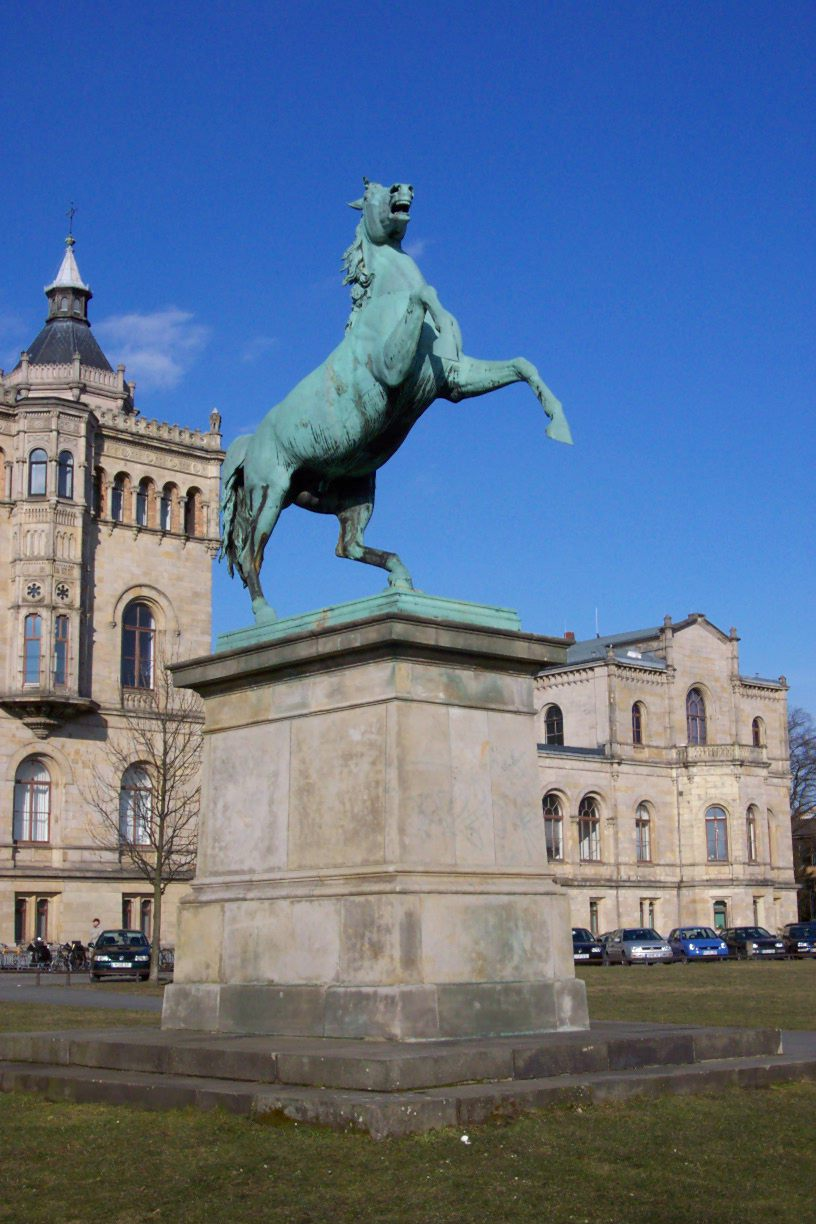
Bronzen beeld uit 1865 voor het paleis Welfenschloss, sinds 1879 zetel van de universiteit van Hannover
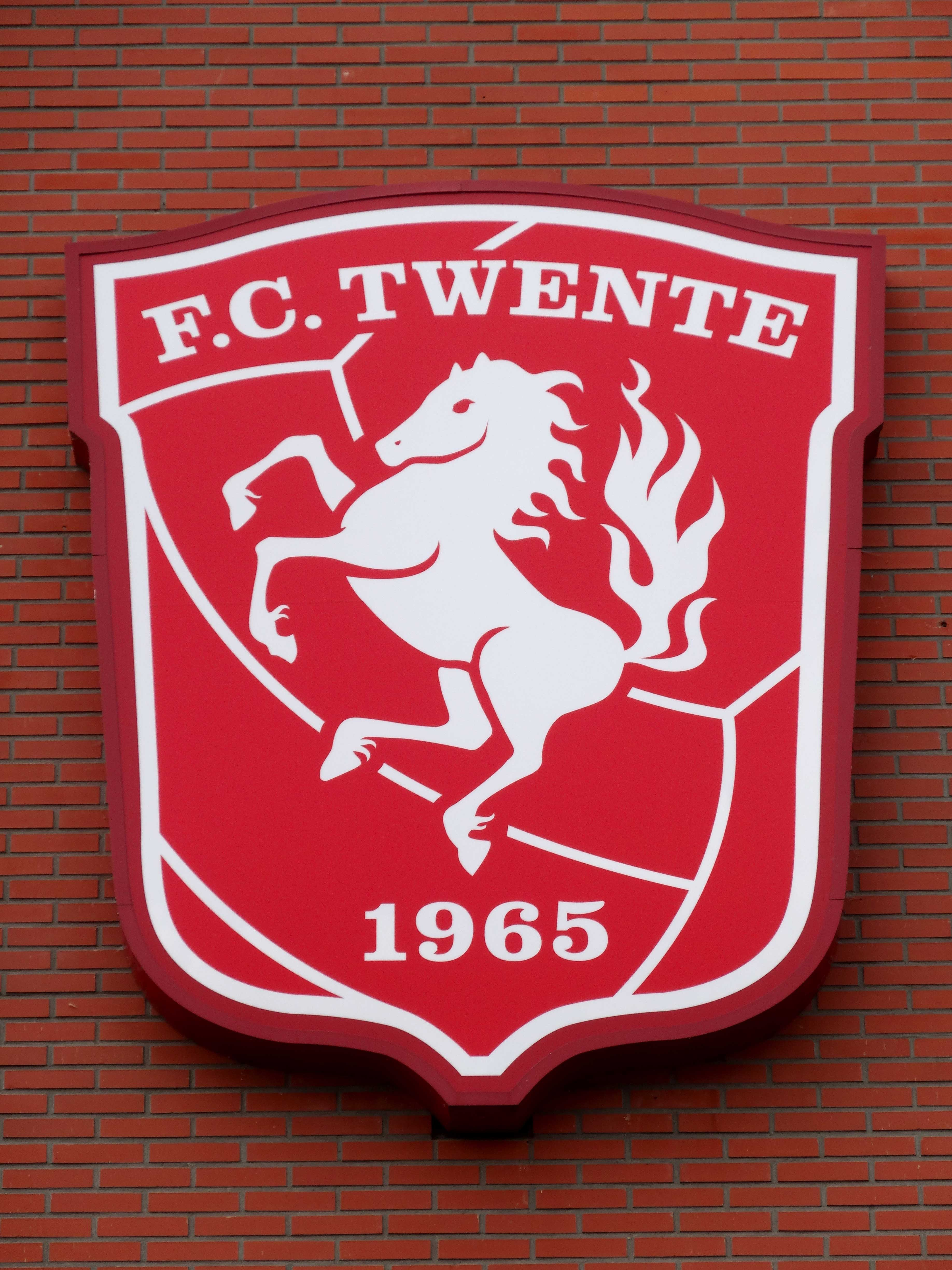
Logo van FC Twente

## Geveltekens
In in het oosten van Nederland en het noorden van Duitsland staan op veel oude boerderijen geveltekens (uilenborden) met twee paardenhoofden. Dezen kunnen volgens de overlevering betrekking hebben op het Saksenros maar ook op Hengest en Horsa, de twee Saksische legeraanvoerders die Engeland veroverden en oorspronkelijk uit de buurt van Twente of het aangelegen Westfalen en Nedersaksen kwamen. In Nedersaksen en Sleeswijk-Holstein werden de twee paardenhoofden rond 1875 nog aangeduid als ,"Hengst un Hors".

## Oorsprong
Het Saksenros vindt zijn oorsprong hoogstwaarschijnlijk in het paard waar Wittekind, de laatste leider der Saksen, op reed. Deze reed ooit op een zwart paard, maar na de kerstening op een wit paard.

## Mythe
In bepaalde gebieden met een Saksische oorsprong zoals Drenthe zijn er legendes van mensen die in het veld een wit paard zagen lopen en dat betekende altijd onheil en oorlog. De laatste legendes dateren uit begin 1940. Wittekind zou vroeger tijdens en voor de Saksenoorlogen ook op een zwart of wit paard hebben rondgereden om stammen op te roepen om ten strijde te trekken tegen Karel de Grote (9e eeuw).
adelaar · Agnus Dei · alliantiewapen · andreaskruis · ankerkruis · armoriaal · baldakijn · barensteel · Belgische leeuw · bezant · Bourgondisch kruis · brisure · cartouche · centaur · cordelière · dekkleed · dorpsvlag · dorpswapen· drieberg · dubbelkoppige adelaar · dwarsbalk · fleur de lis · fleuron · Friese adelaar · gaande leeuw · gecarteleerd · Gelderse leeuw · gepaald · gravenkroon · groot wapen · griffioen · hartschild · helmkroon · helmteken · heraldische kleur · herautstuk · hermelijn · hoed · Hollandse tuin · huismerk · Jeruzalemkruis · karbonkel · keizerskroon · keper · koek · kromstaf · kroon · krukkenkruis · kwartier · kwartileren · kwartierzoom · leeuw · markiezenkroon · merlet · molenijzer · motto · muurkroon · nassaublauw · natuurlijke kleur · Nederlandse leeuw · Nederlandse Maagd · ombrellino · ordeketen · palen · pentagram · pijlenbundel · raadselwapen · raaf · respectant · riddertoernooi · rijksbanier · rijkskleuren · rijksstandaard · rijkswapen · roos · Rudolfinische keizerskroon · Saksenros · Saladins Adelaar · scharlakenrood · schildhoofd · schildhouder · schildvoet · schildzoom · schoof · schuinbalk · schuinstreep sinister · sinister · sleutels van Petrus · socialistische heraldiek · sprekend wapen · stadskleuren · standaard · stedenmaagd · ster · tinctuur · vair · vermeerdering · vlag · vorstenhoed · vrijheidshoed · vrijkwartier · vrouwenwapen · wapen · wapenbelasting · Wapenboek Beyeren · Wapenboek Gelre · wapenbord · wapendiploma · wapendier · wapenkast · wapenkoning · wapenmantel · wapenrecht · wapenrol · wapenstier · wapentent · wassende en afnemende maan · Waterlandse zwaan · Westfriese boomwapens · wildeman · wolfsangel · wrong